# ジェームズ・ヒル (アメリカ合衆国の映画プロデューサー)

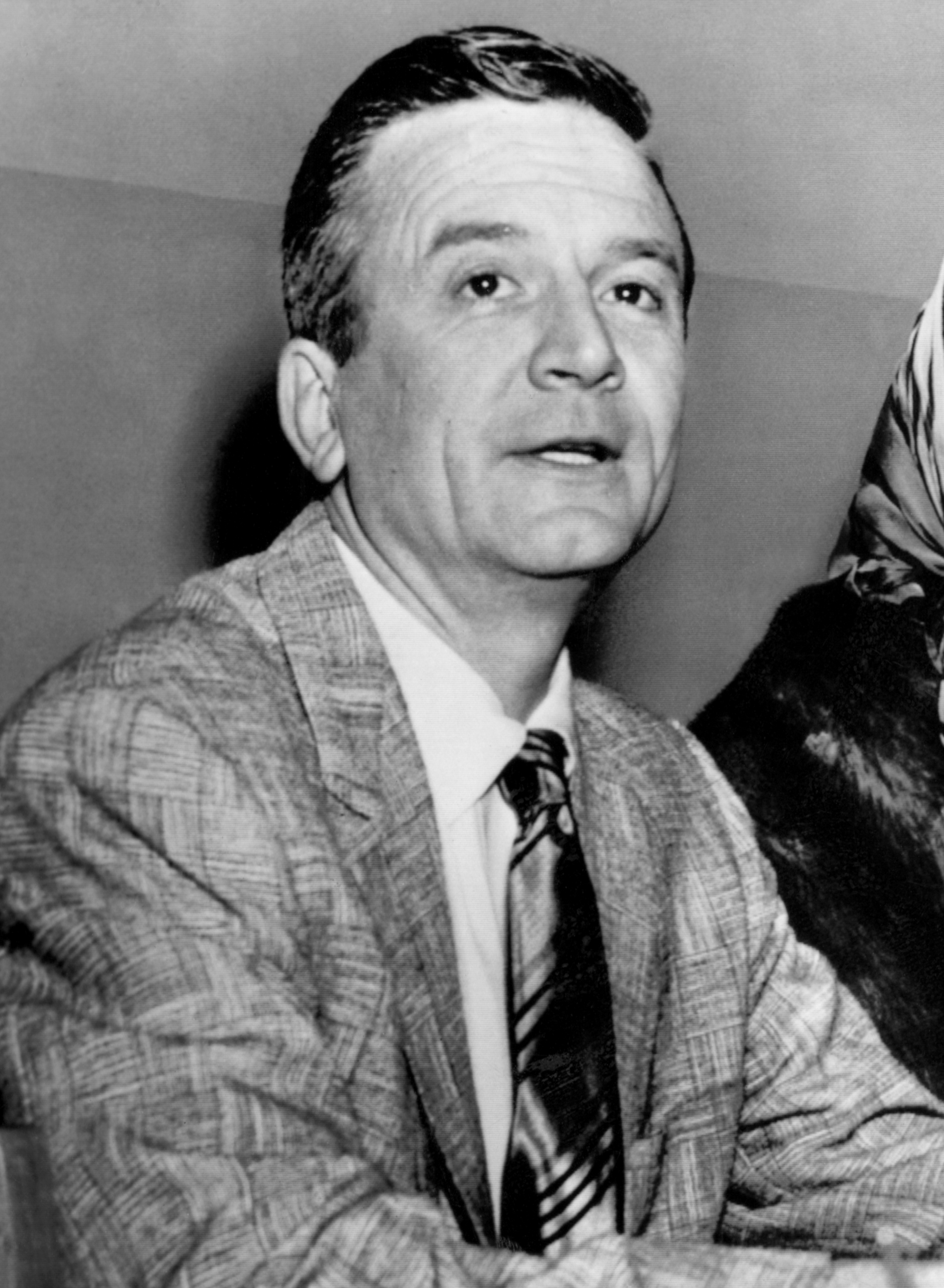

ジェームズ・ヒル（James Hill、1916年8月1日 – 2001年1月11日）は、1950年代から1960年代にかけて活動したハリウッドの映画プロデューサーで、特にバート・ランカスターの出演作に関わり、ランカスターやハロルド・ヘクトとともに、映画制作会社ヘクト・ヒル・ランカスターに参加していた。インディアナ州インディアナポリスの生まれで、1958年から1961年にかけてリタ・ヘイワースと結婚しており、彼女にとって5人目で、また最後の、夫であった。ヘイワースと同じように、彼もアルツハイマー病を発症した。最期は、カリフォルニア州サンタモニカで死去した。